# Vampyrdanserinden
Pour plus de détails, voir Fiche technique et Distribution.
Vampyrdanserinden (titre américain : The Vamprire Dancer) est un film danois muet réalisé par August Blom, sorti en 1912. Il s'agit de l'un des tout premiers films de vampires.

## Fiche technique
- Titre : Vampyrdanserinden
- Titre américain : The Vampire Dancer
- Réalisation : August Blom
- Scénario : Nikolai Brechling, Waldemar Hansen
- Pays d'origine :  Danemark
- Sociétés de production : Nordisk Film Kompagni
- Format : Noir et blanc - Muet
- Date de sortie :
  - Danemark : 4 mars 1912

## Distribution
- Ingeborg Bruhn Bertelsen
- Svend Bille
- Axel Boesen
- Frederik Christensen
- Robert Dinesen
- Julie Henriksen
- Frederik Jacobsen
- Johanne Krum-Hunderup
- Otto Lagoni
- H.C. Nielsen
- Clara Pontoppidan
- Carl Schenstrøm
- Agnes Nørlund Seemann
- Henry Seemann
- Birger von Cotta-Schønberg
- Maggi Zinn